# Parc Walt Disney Studios
Pour les articles homonymes, voir Walt Disney Studios.
Le parc Walt Disney Studios (Walt Disney Studios Park en anglais), est un parc à thèmes de la Walt Disney Company situé dans le secteur de Val d'Europe à Marne-la-Vallée, en Seine-et-Marne (France). Il a ouvert ses portes le 16 mars 2002, et fait partie du complexe de loisirs Disneyland Paris, anciennement appelé Euro Disney Resort puis Disneyland Resort Paris. Le parc ouvre 10 ans après le parc Disneyland, et se situe aux portes de celui-ci, en face de la gare TGV-RER de Marne-la-Vallée - Chessy et de Disney Village. Comme le reste du domaine, il est la propriété d'Euro Disney SCA.
Au cours de l'année 2023, le parc a accueilli 5,7 millions de visiteurs ce qui le situe à la 3e place européenne et à la 20e place mondiale. Depuis son ouverture, il a été distingué deux fois par un Thea Award, il s'agit d'un prix mondial décerné par la Themed Entertainment Association. Le parc fut primé la première fois en 2003 dans la catégorie attraction pour CinéMagique et la seconde fois en 2015 dans la catégorie restaurant thématique pour le Bistrot Chez Rémy.
Le 12 avril 2024, à l'occasion d'une conférence destinée à célébrer le 32e anniversaire du complexe, la direction annonce le changement de nomenclature, passant de Parc Walt Disney Studios à Disney Adventure World. Ce changement sera effectif à l'ouverture de la zone World of Frozen en 2026.

## Dédicace
« To all who enter the studio of dreams, welcome. The Walt Disney Studios is dedicated to our timeless fascination and affection for cinema and for television. Here we celebrate the art and the artistry of storytelling from Europe and around the world to create the magic in a special place through our own memories of the past and our dreams of the future. »
- Michael D. Eisner, March 16 2002
« À tous ceux qui entrent dans le studio des rêves, bienvenue. Walt Disney Studios est dédié à notre fascination et à notre affection intemporelles pour le cinéma et la télévision. Ici nous célébrons l'art et le talent de conter venant d’Europe et d’autour du Monde, pour créer la magie dans un lieu particulier, à travers nos propres souvenirs du passé et nos rêves d’avenir. »
- Michael D. Eisner, 16 mars 2002

## Le projet et le concept
Le plan initial pour un deuxième parc à thèmes prévoyait une ouverture en 1996, il devait s'appeler Disney-MGM Studios Europe ou Disney-MGM Studios Paris mais il fut annulé en raison de la crise financière traversée par Euro Disney à l'époque. Le travail de développement du parc reprend finalement en 1997, mais contrairement aux plans d’origine, il fut relancé à une échelle beaucoup plus petite.
Le parc reprend le concept des Disney's Hollywood Studios (anciennement Disney-MGM Studios) de Walt Disney World Resort. Il fut essentiellement construit pour transformer le complexe Disneyland Paris en un lieu de séjour, et devait permettre d’améliorer sa rentabilité. À cause des déboires financiers d'Euro Disney SCA, le parc compte seulement 13 activités, dont 10 attractions, sur une superficie moitié moins grande que celle du parc Disneyland (environ 25 ha contre 52 ha).
Une petite équipe composée d'Imagineers fut chargée de concrétiser ce qui avait été imaginé sur papier. En parallèle, de nombreuses consultations ont été menées auprès de spécialistes du monde du cinéma, de la culture et des médias. Elles ont permis de donner au parc une véritable dimension française et européenne. Rémy Julienne, le célèbre cascadeur français, fut l'un des tout premiers concepteurs européens à travailler sur des idées nouvelles. Celui-ci avait déjà créé un spectacle pour un parc à thèmes, le Tunnel du temps, un spectacle de cascade de motos accompagné par un animatronique géant à Big Bang Schtroumpf. C'est le 29 septembre 1999 qu'Euro Disney annonce le projet d'un second parc au sein du complexe pour le printemps 2002.

## Historique
Le parc Walt Disney Studios ouvre ses portes le 16 mars 2002, année des 10 ans du parc Disneyland, et pour sa première année d'exploitation non complète il verra 2,8 millions de visiteurs le découvrir. Cette année-là, la Walt Disney Company se regroupe pour la traditionnelle Disney Legends et en honneur de l'ouverture du parc Walt Disney Studios, tous les nommés de 2002 sont d'origine européenne. La cérémonie eut lieu dans le bâtiment d'Animation Celebration (Animation building à l'époque) à l'intérieur du parc.
L'année 2003, malgré sa première exploitation complète, déçoit déjà avec une baisse de son nombre de visiteurs à 2,2 millions, soit deux fois moins qu'espéré.
En 2006, l'affluence est de 2,2 millions de visiteurs, un chiffre stable depuis 2003 mais toujours très décevant pour la Walt Disney Company.
En 2007 pour ses 5 ans, un nouveau mini land, Toon Studio, et une nouvelle attraction, The Twilight Zone Tower of Terror, ouvrent leurs portes. Grâce à ces investissements le nombre de visiteurs augmente à 2,5 millions de visiteurs. La zone Toon Studio, ouverte au mois de juin, se compose notamment d'une attraction basée sur la scène des tortues dans Le Monde de Nemo, intitulée Crush's Coaster, et d'une autre basée sur le film Cars intitulée Cars Quatre Roues Rallye. C'est en décembre 2007 que le mini land Hollywood Boulevard avec son attraction The Twilight Zone Tower of Terror, (couramment appelée Tour de la Terreur) sont inaugurés au sein de la zone Production Courtyard.
L'année 2008 voit le parc augmenter son affluence pour une deuxième année consécutive grâce à l'apport de la nouvelle zone Toon Studio et surtout de l'attraction Tower of Terror ouverte en toute fin d'année 2007, à 2,6 millions de visiteurs. Cette année-là est aussi marquée par l'ouverture d’un nouveau spectacle interactif, Stitch Live.
Le 17 août 2010, Toy Story Playland ouvre dans le parc, il s'agit d'une mini-zone entièrement consacrée à l'univers de Toy Story, qui comporte alors trois nouvelles attractions : Toy Soldiers Parachute Drop, RC Racer et Slinky Dog Zig-Zag Spin et une boutique, Barrel of Monkeys. Cet espace permet une augmentation spectaculaire du nombre de visiteurs en passant de 2,7 à 4,5 millions de visiteurs cette année-là, et d'enfin atteindre les chiffres espérés à l'ouverture du parc.
En 2012, pour ses 10 ans, le parc réalise une année record à 4,8 millions de visiteurs et affiche par la même occasion une augmentation de son affluence pour la septième année consécutive.
Un quartier dédié à Ratatouille est inauguré en juin 2014, il reprend l'esthétique de la ville de Paris agrémenté d'un restaurant (Bistrot Chez Rémy), d'une boutique (Chez Marianne) et d'une attraction inspirée du film (Ratatouille : L'Aventure totalement toquée de Rémy). Cette année-là, le parc, malgré la bonne réception de cette nouvelle attraction par le public, verra le passage de 4,3 millions de visiteurs, soit une baisse pour la deuxième année consécutive.
Finalement c'est en 2015 que le parc voit l'effet de cette nouvelle attraction sur son affluence, il signe même un nouveau record à 5,1 millions de visiteurs.
L'année 2016 voit le nombre de visiteurs baisser légèrement et passer à 5,0 millions de visiteurs. Le 31 janvier 2016, le spectacle Animagique ferme définitivement ses portes ; il est remplacé par le nouveau spectacle Mickey et le Magicien, inauguré le 2 juillet 2016,.
En 2017 pour ses 15 ans, l'attraction CinéMagique ferme ses portes mais le parc lance une nouvelle saison inédite, La saison de la Force sur le thème de Star Wars. Le parc accueille cette année-là 5,2 millions de visiteurs et signe un nouveau record de fréquentation.
L'année 2018 voit le parc atteindre son record d'affluence à 5,3 millions de visiteurs.
Le 27 février 2018, Robert Iger en visite à l'Élysée, rencontre Emmanuel Macron et annonce un investissement de 2 milliards d'euros pour Disneyland Paris, dont le doublement du parc Walt Disney Studios en plusieurs phases entre 2021 et 2025,. Trois nouvelles zones sur les thèmes de Marvel, La Reine des neiges et Star Wars ont été annoncées,. La première esquisse dévoilée le jour même présente un Hollywood Boulevard prolongé, débouchant sur un nouveau lac artificiel de près de 3 hectares. La promenade autour de celui-ci sera le seul moyen pour le visiteur, de rejoindre deux des trois nouvelles zones du parc inspirées des films et licenses des Marvel, La Reine des neiges et Star Wars. Le lac et sa promenade servira probablement aussi à accueillir un nouveau spectacle avec effets pyrotechniques, jeux de lumière et animations aquatiques.
Le 10 juin 2018, à l'occasion du lancement de la saison L'été des Super Héros Marvel, le Studio Theater propose un nouveau spectacle, Marvel : L'alliance des Super Héros qui remplace CinéMagique.
Le 7 janvier 2019, l'attraction Art of Disney Animation ferme ses portes mais est remplacée en fin d'année par La Reine des neiges, une invitation musicale. Cette année-là est aussi marquée par la fermeture définitive des attractions Disney Junior Live on Stage! et d’Armageddon : Les Effets Spéciaux en avril. En fin de cette même année c'est au tour de l'attraction Rock 'n' Roller Coaster de fermer définitivement en raison d'un changement de thème. Les fermetures conjuguées d'Armageddon : Les Effets Spéciaux, de Rock 'n' Roller Coaster, mais aussi des restaurants Disney Blockbuster Café et du Restaurant des Stars cette même année, est due au projet d’extension du parc qui prévoit la création d'un Avengers Campus, sur le thème de Marvel en lieu et place de la zone Backlot. Malgré toutes ces fermetures, la fréquentation du parc ne connait qu'une très légère baisse, puisque 5,245 millions de visiteurs franchissent les portes du parc cette année-là.
Le 5 janvier 2020, l'attraction Studio Tram Tour: Behind The Magic est fermée définitivement pour être transformée en Cars Road Trip en raison des futurs travaux du plan d'expansion. Cependant, l'année 2020 est surtout marquée, comme de très nombreux sites touristiques à travers le monde, par la pandémie de Covid-19. Cet événement oblige le Disneyland Paris à fermer ses portes, du 13 mars au soir au 14 juillet, soit quatre mois de fermeture. Mais quelques mois plus tard, le 30 octobre, le parc est à nouveau forcé de fermer mais sans réouverture dans l'année, pour les mêmes raisons. La fréquentation s'effondre en année 2020, avec 1,410 million de visiteurs soit une baisse de fréquentation de 73%. Le parc connait cette année là la pire affluence de son histoire, cela en raison des nombreux mois de fermeture qu'il a connu, dû à la pandémie de Covid-19.
Le 17 juin 2021, après plus de 7 mois de fermeture le parc rouvre au public, accompagné d'une nouvelle attraction, Cars Road Trip. Le 1er juillet un nouveau spectacle est proposé aux visiteurs, La fabrique des rêves de Disney junior dans le studio D. Le 27 août 2021, la zone Toon Studios est réorganisée, les attractions inspirées des films Pixar intègre une nouvelle zone, Worlds of Pixar, tandis que le reste des attractions perdurent dans Toon Studios. Malgré une fermeture de presque 6 mois sur l'année et une jauge limitée de visiteurs à sa réouverture, le parc voit sa fréquentation légèrement augmenter à 1,884 millions de visiteurs.
Le 20 juillet 2022, le nouveau land Avengers Campus, issu de la refonte totale de Backlot ouvre ses portes. Il possède deux attractions, deux restaurants, un lieu de rencontre personnages et une boutique.
En 2024, le spectacle Alice et la Reine de Cœur : Retour au Pays des Merveilles remplace Moteurs, Action!.

### Le plan d'expansion
Le 12 février 2018, lors de la D23 Expo Japan, Disney annonce la transformation de l'attraction Rock 'n' Roller Coaster en attraction sur le thème des films Avengers et Iron Man.
Le 27 février 2018, Robert Iger en visite à l'Élysée, rencontre Emmanuel Macron et annonce un investissement de 2 milliards d'euros pour Disneyland Paris, dont le doublement du parc Walt Disney Studios avec la construction de trois zones entre 2021 et 2025 sur les thèmes de Marvel, La Reine des neiges et Star Wars,.
Le 21 mars 2019, Disney annonce une attraction sur le thème de Spider-Man, à la place de l'attraction Armageddon : Les Effets Spéciaux pour sa nouvelle zone Marvel.
Le 31 mars 2019 l'attraction Armageddon : Les Effets Spéciaux est fermée définitivement afin de commencer la création de la future zone Marvel.
Le 12 avril 2019, lors de la conférence de la première année du programme Insidears, Disney annonce la transformation de l’attraction Studio Tram Tour en une attraction sur le thème de Cars (Cars Road Trip). La raison de ce changement de thème est la suppression d'une grande partie du trajet d'origine de l'attraction pour permettre la construction de la nouvelle allée principale de la futur expansion.
Le 21 août 2019, lors de la D23 Expo, il est annoncé que la zone Marvel s'appellera Avengers Campus, elle portera ainsi le même nom que celle du parc Disney California Adventure.
Le 2 septembre 2019, l'attraction Rock 'n' Roller Coaster ferme ses portes en vue de son changement de thème.
Le 27 août 2021, la partie de Toon Studios comportant toutes les attractions Pixar devient un land à part entière nommé Worlds of Pixar. Il s'agit là des débuts de la refonte du parc en vue de l'intégration des lands existant à la futur expansion.
Le 15 juillet 2022, dans une interview à France Info, Natacha Rafalski présidente de Disneyland Paris, indique à propos de la future troisième zone (à l'origine prévu sur le thème de Star Wars) que son thème n'est pas encore décidé.
Le 20 juillet 2022, l'Avengers Campus ouvre ses portes. Il s'agit d'une zone thématisées sur l'Univers cinématographique Marvel. On peut y trouver deux attractions:  Avengers Assemble: Flight Force et Spider-Man W.E.B. Adventure,ainsi qu'une zone de rencontre avec les personnages Marvel, le Hero Training Center. La zone contient aussi trois restaurants : Stark Factory, PYM Kitchen, Super Diner, deux Food trucks : FAN-tastic Food Truck et WEB Food Truck, ainsi qu'une boutique proposant des produits exclusifs: Mission Equipment. Le Land contient également 5 points d'animations autour du land, ainsi qu'un véhicules permettant de faire défiler les personnages : l'Avengers Deployment Vehicule.
Le 12 avril 2024, la direction de Disneyland Paris annonce qu'à l'ouverture du land World of Frozen, le parc Walt Disney Studios devrait être renommé Disney Adventure World. L'intérieur de Studio 1 sera complètement revisité, en supprimant le restaurant En Coulisses et Hep Cat Corner,.
Le 10 août 2024, à l'occasion de la D23 Expo, une zone thématique sur le film d'animation Le Roi Lion, de 1994, est annoncée. Cette zone, située à l'emplacement de la zone Star Wars annoncée le 27 février 2018, accueillera une attraction aquatique qui retracera l'histoire du film.
Le 12 avril 2025, lors d'une conférence célébrant le 33e anniversaire de Disneyland Paris, la destination annonce l'arrivée d'une seconde attraction pour le nouveau cœur de parc nommé Adventure Way. Il s'agira d'une attraction de type chaises volantes, dans le style art nouveau de la zone et du film d'animation Pixar Là-Haut.

## Le parc à thèmes
À son ouverture, le parc possède neuf attractions. Depuis 2022, il en compte dix-neuf[réf. nécessaire].

### Front Lot
Le land d'entrée, appelé Front Lot, sert de zone d'entrée principale du parc, on doit traverser la Place des Frères Lumière puis entrer dans un bâtiment, le Studio 1, pour accéder au reste du Parc.

#### Place des Frères Lumière
La place des Frères Lumière est une grande place carrée ornée d'une fontaine en son centre, représentant Mickey en costume d'apprenti sorcier (Fantasia) remplissant un bassin à l'aide de balais ensorcelés. Elle est délimitée au nord-est par les portes d'accès du parc, au sud-ouest par le Studio 1, et également par deux bâtiments situés de part et d'autre de la place, l'esthétique des bâtiments évoque l'architecture hispanique de Californie du début du XXe siècle. Le bâtiment à gauche en entrant est une grande boutique sur le thème des productions Disney, baptisée Walt Disney Studio Store, le bâtiment de droite comporte lui le Studios Services (bureau d'informations, objets trouvés, toilettes, etc.) et la boutique Studio Photo.

#### Studio 1
Le Studio 1 est le nom de l'imposant bâtiment faisant face à l'entrée du parc, on y accède par la place des Frères Lumière. Les visiteurs entrant dans le parc doivent traverser le bâtiment pour avoir accès au reste du parc, elle sert de rue commerçante couverte et possède la plus grande superficie du parc Walt Disney Studios
L'espace est séparé en deux par la rue, à gauche on retrouve la boutique baptisée Les Légendes d'Hollywood, il s'agit une succession de plusieurs espaces. Leurs styles est une réinterprétation de magasins art déco, avec, comme dernier espace, une station-service rendant hommage à l'ambiance de la Route 66. De l'autre côté sur la droite, Restaurant en Coulisse représente en décors de cinéma les restaurants et les clubs emblématiques du tout Hollywood des années 1930 aux années 1950.
La sortie du Studio 1 s'ouvre sur la place principale du parc. Au milieu de la place se trouve la statue Partners. À droite on trouve Toon Studio (anciennement Animation Courtyard) ainsi que Worlds of Pixar dans son prolongement, à gauche Production Courtyard, et au fond de l'aile gauche du parc on trouve désormais l'Avengers Campus, ouvert depuis juillet 2022. En face se situe la zone créée en 2007, Hollywood Boulevard, mais incluse dans Production Courtyard. Il s'agit d'une évocation d'Hollywood Boulevard, alliant bâtiments réels et trompe-l'œil, on y découvre aussi l'imposante attraction La Tour de la Terreur : Un Saut dans la Quatrième Dimension.
Attraction
- Studio 1 se présente comme un Hollywood mythique tel qu'il aurait pu exister durant l'Âge d'or dans les années 1930, et révèle les artifices des décorateurs avec ses nombreuses boutiques « cachées » derrière de véritables façades de cinéma. Des éléments architecturaux célèbres d'Hollywood sont ainsi reproduits, et un ciel nocturne a été recréé.

### Toon Studio
Toon Studio se situe à droite de la sortie de Studio 1. Son entrée est marquée par une statue de Mickey arborant son costume d'apprenti sorcier vu dans Fantasia et posée sur un socle bleu et argenté sur lequel est fixé le nom du studio.
Attraction
- Mickey et le Magicien est un spectacle mis en scène à l'Animagique Theater (Studio 3), il est situé à droite de l'entrée et accueille le spectacle depuis le 2 juillet 2016. L'une des innovations du spectacle est que le personnage de Mickey Mouse possède un costume lui permettant de parler et de cligner des yeux. Durant la période de Noël, il est remplacé par le spectacle Mickey et le Big Band de Noël.
- La Reine des neiges : Une invitation musicale est un spectacle proposé dans le bâtiment d’Animation Celebration (anciennement Art of Disney Animation) en deux actes sur le thème du film La Reine des neiges. Le premier acte a lieu dans la grange de Kristoff et Sven, tandis que le deuxième acte dans le palais de glace de la reine Elsa.
- Les Tapis Volants - Flyings Carpets over Agrabah est l’équivalent de Dumbo the Flying Elephant au parc Disneyland, dans cette attraction sur le thème d’Aladdin vous vous envolez à bord de tapis volants sur les ordres du Génie qui tourne la scène en tant que réalisateur.

### Worlds of Pixar
Dans Worlds of Pixar on retrouve différentes attractions de l'univers Pixar, la zone débute après les Tapis Volants et se termine dans le fond du parc avec Cars Road Trip. La zone regroupe toutes les attractions de Toon Studios qui a été réduit après son ouverture le 27 août 2021.Attractions
- Crush's Coaster est un parcours de montagnes russes tournoyantes avec Crush, la tortue du film Le Monde de Nemo des studios Pixar. L'attraction est hébergée dans le Studio 5. Les wagons en forme de carapaces de tortues tournent occasionnellement sur eux-mêmes pendant le parcours, qui comporte une partie de parcours scénique. L’ensemble étant scénarisé sur les profondeurs de l'océan et le courant est-australien. Chaque wagon comporte 4 places ; les visiteurs y étant disposés deux par deux et dos à dos. Comme Space Mountain, Big Thunder Mountain et quelques autres attractions, Crush's Coaster se trouve dans la catégorie « grands frissons ». Après un test infructueux, cette attraction ayant un débit maximum trop faible ne peut disposer de FastPass.
- Cars Road Trip est une refonte de l'attraction Studio Tram Tour, cependant en raison de l'extension du parc, elle est amputée d'une partie de son parcours d'origine. Celle-ci invite dorénavant les visiteurs dans un voyage divertissant sur la Route 66, sur le thème du film d'animation Cars de chez Pixar. Bien que le parcours change, les visiteurs retrouvent la scénographie majeure de l'attraction d'origine, Catastrophe Canyon. En revanche, en vue du futur accès au nouveau lac, la scène issue du film Le Règne du feu et sa reconstitution d'un décor londonien a été supprimée. L'entrée de l'attraction se situe maintenant au sein de Toy Story Playland et non plus à l'extrémité du Hollywood Boulevard.
- Cars Quatre Roues Rallye (Cars : Race Rally) est une seconde attraction sur l'univers Cars des studios Pixar. Assez comparable dans son principe aux Mad Hatter's Tea Cups du parc Disneyland, l'attraction comporte des plateaux tournants où les véhicules passent d'un plateau à un autre. Le décor inspiré du film est semblable à la petite ville fictive de Radiator Springs, située sur la Route 66, dans le désert américain. À noter la présence Guido et Luigi, les deux voitures italiennes du film, et bien sûr de Flash McQueen et de Martin, qui nous prodiguent des conseils de sécurité.

#### Toy Story Playland
C'est une zone de trois attractions sur le thème de Toy Story inaugurée le 17 août 2010. Dans Toy Story Playland, une statue géante de Buzz l'Éclair est située à l'entrée, nous entrons ensuite dans le jardin d'Andy, réduits à la taille de jouets, et nous nous baladons en compagnie de personnages tels que le chien Zigzag, la voiture télécommandée Karting, les soldats verts ou encore Rex le dinosaure.
Attractions
- RC Racer est une attraction de type Half Pipe Coaster (circuit en « U »). Vous grimpez sur la voiture télécommandée de Woody et Buzz et vous parcourez ce U d'avant en arrière. Cette attraction permet d'embarquer 20 personnes, pendant une durée d'une minute, avec un total de quatre allers et retours et jusqu'à une vitesse de 78 km/h, sur 25 mètres de haut.
- Toy Soldiers Parachute Drop est une attraction de type tour de chute (ici 25 mètres[réf. nécessaire]) au-dessus d'une base militaire pleine de soldats en plastique vert surdimensionnés.
- Slinky Dog Zig-Zag Spin est une attraction de type Music Express (chenille) telle qu'on en voit souvent dans les fêtes foraines. Le circuit très court et peu mouvementé reprend l'esthétique du chien Zigzag.

#### La Place de Rémy
Cette section représente le Paris du film Ratatouille, elle est composée de l’attraction Ratatouille : L'Aventure totalement toquée de Rémy, d'un restaurant à service à table Bistrot Chez Rémy, d'une boutique Chez Marianne Souvenirs de Paris et de toilettes. L'ensemble est décoré de façades d'immeubles parisiens, de bosquets de fleurs, d'arbres, de bancs, de lampadaires et d'une fontaine.
Attraction
- Ratatouille : L'Aventure totalement toquée de Rémy est un parcours scénique équipé de la technologie LPS (Local Positioning System). Elle est inspirée du film d'animation des studios Pixar, Ratatouille. Cette attraction plonge les visiteurs à la taille d'un rat en mélangeant décors réels, projections en relief et effets sensoriels tels que des effets de chaleur ou de froid et des projections d'eau, les visiteurs embarquent dans des véhicules de six places sur deux rangées et doivent porter des lunettes polarisantes.

### Production Courtyard
Production Courtyard est la section située à gauche et en face de la sortie de Studio 1. Elle comprend les attractions situées au-delà de la place principale du parc, cette même place est ornée d'une statue de Walt Disney et de Mickey Mouse main dans la main.

#### Place des Stars
Sur la Tower of Terror se joue le soir, le spectacle de drone Avengers: Power the Night, la Place des Stars permet ainsi aux spectateurs de l'observer d'un point de vue dégagé.
Attractions
- La Fabrique des Rêves de Disney Junior est un spectacle proposé dans le Studio D, le spectacle met en scène Mickey, Minnie, Timon et leurs amis de Disney Junior dans un décor steampunk.
- TOGETHER: A Pixar Musical Adventure est un spectacle musical live, sur le thème du studio PIXAR et proposé depuis l'été 2023 dans le Studio Theater (anciennement Studio 2)[34].
- Stitch Live est une attraction où le personnage de Stitch interagit avec les spectateurs présents dans la salle. Elle permet de dialoguer en direct avec le personnage animé sur un écran.
- Alice et La Reine de Cœur : Retour au Pays Des Merveilles sera un spectacle extérieur proposé au Theater of the Stars sur le thème du film d'animation Alice au Pays des Merveilles. Son lancement est prévu au printemps 2024.
- Avengers: Power the Night est un spectacle nocturne saisonnier intégrant des drones, des projections et de la pyrotechnie. Il est présenté durant la saison hivernale tous les soirs à l'horaire de fermeture du parc.

#### Hollywood Boulevard

La Tour de la Terreur.

Cette zone récente, est l'extension sur le thème du Hollywood Boulevard de Los Angeles, elle a été créée avec l'ouverture de The Twilight Zone Tower of Terror. Dans la première partie du boulevard de part et d'autre, on retrouve des façades de bâtiments disposant de vitrines de boutiques, qui sont pour la plupart une reconstitution de bâtiments existant réellement aux États-Unis. Au fond du boulevard, ce ne sont cependant que des panneaux utilisés comme trompe-l'œil, pour donner l'illusion que le boulevard est plus allongé.
Attractions
- The Twilight Zone Tower of Terror : Une nouvelle dimension de frissons, est ouverte depuis le 22 décembre 2007 et a été inaugurée le 5 avril 2008 sous le nom de The Twilight Zone Tower of Terror. Cette attraction fait revivre aux visiteurs le mystère du Hollywood Tower Hôtel où les passagers d'un ascenseur disparurent à la suite d'une nuit d'orage. Hormis de nombreux effets spéciaux, le clou du spectacle est la chute en ascenseur du 13e étage. L'attraction est la réplique de celle du parc Disney California Adventure, dont le thème a depuis été remplacé par Les Gardiens de la Galaxie. Le 28 septembre 2019, l’attraction change de nom et prend sa dénomination actuelle, des modifications sont faites et concernent les séquences visuelles et sonores diffusées dans les ascenseurs ainsi que les séquences de chutes. Chacune des trois cages d'ascenseur possède désormais sa propre narration et sa propre séquence de chutes.

### Avengers Campus
L'Avengers Campus reprend l'emplacement de Backlot et est donc situé sur la gauche du parc. Backlot était de scénarisation sommaire, il devait représenter ce à quoi ressemblent véritablement des studios de cinéma de nos jours (de grands bâtiments aux formes simples permettant des tournages). Ce land était donc plus fonctionnel qu’esthétique dans sa thématisation.
L'Avengers Campus a quant à lui pour thème l'univers cinématographique de Marvel (MCU). Deux autres lands sur l’univers Marvel sont également présents dans le monde, ils feront alors partie d'une histoire globale et interconnectée sur les Avengers.
Attractions
- Avengers Assemble: Flight Force est une refonte de l'attraction Rock 'n' Roller Coaster, il s’agira donc toujours d'une montagne russe fermée mais intégralement rethématisée dans l'univers des Avengers et plus particulièrement d'Iron Man. Elle est totalement repensée comme une aventure à grande vitesse, dans laquelle les visiteurs feront équipe avec les Iron Man et Captain Marvel. Le parcours des montagnes russes est préservé dans sa forme originelle, tandis que les wagons sont conservés mais relookés dans l'esprit des Avengers.
- Spider-Man W.E.B. Adventure est une nouvelle attraction Marvel, elle est située à la place d'Armageddon : Les Effets Spéciaux. Il s'agit d'un parcours scéniques interactifs sur le thème de Spider-man. Dans cette attraction vous devez porter des lunettes 3D et étirez vos mains pour lancer des toiles d'araignées tout comme Spider-Man, grâce à une technologie qui détecte les mouvements. L'objectif de cette attraction est de toucher un maximum de cibles présentes sur les Spider-Bots, en sachant qu'elles ont des valeurs de points différentes suivant leurs couleurs. Un tableau d'affichage public permettra aux équipes de connaitre les meilleurs scores journaliers, hebdomadaires et mensuels de l'attraction[36].

### Projets en construction
Trois nouvelles zones sur les thèmes de Marvel, La Reine des neiges et Star Wars (thématique finalement remplacée par Le Roi Lion) ont été annoncées le 27 février 2018, une livraison en trois phases était prévue à l'origine entre 2021 et 2025,. La première esquisse dévoilée le jour même présente un Hollywood Boulevard prolongé, débouchant sur un nouveau lac artificiel de près de 3 hectares. La promenade autour de celui-ci sera le seul moyen pour le visiteur, de rejoindre deux des trois nouvelles zones du parc, dont la La Reine des neiges, première nouvelle zone de l'extension à ouvrir. La zone Marvel, appelé Avengers Campus (qui est livrée le 20 juillet 2022) à quant à elle pris la place de Backlot, à gauche de l'entrée du parc, mais elle sera aussi accessible depuis la promenade du lac lorsque celle-ci sera terminée. Le lac et sa promenade servira probablement aussi à accueillir un nouveau spectacle avec effets pyrotechniques, jeux de lumière et animations aquatiques.

#### Adventure Bay (2026)
Cette zone sera située dans le prolongement de l'actuel Hollywood Boulevard, les visiteurs emprunteront une allée sur le thème de l'Art nouveau (Adventure Way), puis circuleront autour d'un lac qui reliera des nouvelles zones comme celles basées sur La Reine des neiges et Le Roi Lion mais aussi des zones déjà existante, l'Avengers Campus et Worlds of Pixar. Le long de l’allée menant au lac se trouveront, un jardin Raiponce qui comprendra une nouvelle attraction de type tasses (Raiponce Tangled Spin) sur le même thème ainsi que d’autres jardins sur les thèmes de Toy Story ou d’inspiration anglaise. À proximité de ces jardins, une attraction de type chaises volantes sur le thème du film Là-haut complètera les activités de l'allée. Un restaurant panoramique de thème Art nouveau (The Regal View Restaurant and Lounge) sera situé au bord du lac et il possédera 250 couverts et proposera des rencontres de personnages Disney pendant les repas. De l'autre côté de l'allée, un pavillon de même style proposera un comptoir à snacks. Le lac accueillera à partir de 2026 un spectacle nocturne quotidien, constitué de projections sur l'eau, de fontaines, et de drones aquatiques.

#### World ofFrozen(2026)
Le land sur La Reine des neiges prévoit la construction d'une montagne d'environ 40 mètres de haut et du château d'Elsa à côté, ces éléments imposants seront visibles de la future allée principale du parc, et feront écho au château de la Belle au bois dormant situé au parc Disneyland. Au pied de la montagne un village aux inspirations architecturales norvégiennes et son port devrait proposer une attraction, un restaurant, une boutique et un espace de rencontre de personnages. L'unique attraction du land devrait être comparable à Frozen Ever After situé à Walt Disney World Resort en Floride, il s'agira d'une croisière scénique sur le thème du film. L'ouverture du land est annoncée pour 2026 et sera comparable à Arendelle: World of Frozen à Hong Kong Disneyland.

#### ZoneLe Roi Lion(horizon 2028-2030)
À l'occasion de la convention D23 en août 2024, Disneyland Paris annonce l'arrivée d'une zone thématisée sur le classique d'animation Le Roi lion, sur la partie ouest de l'extension du parc. La zone devrait comprendre une attraction de type bûches, ainsi qu'une boutique et un restaurant. L'arrivée de ce projet confirme l'abandon de la zone Star Wars au sein de l'extension du parc.

### Projets abandonnés et attractions fermées
À l'origine, le parc Walt Disney Studios devait contenir une vingtaine d'attractions. Aujourd'hui, il en compte 15, à cause des travaux d'agrandissement en cours, mais quand ceux-ci seront finis il atteindra la vingtaine prévue. Certaines attractions ne se sont finalement pas réalisées ou ont été supprimées avec le temps[réf. souhaitée].

#### Projets abandonnés
- Art of Disney Animation aurait dû contenir une partie composée de vrais animateurs au travail, fraîchement déménagés de leurs studios parisiens de Montreuil. La visite aurait alors eu une touche de réalisme. Mais pour des raisons financières, le studio Walt Disney Animation France est resté où il était, jusqu'à sa fermeture, puis sa vente en 2002.
- Un studio de doublage aurait invité les visiteurs à participer au doublage de séquences de films, ou à voir au travail les mixeurs et autres ingénieurs du son, dans un bâtiment situé entre CinéMagique et Disney Channel. Le projet a été suspendu puis abandonné en faveur d'améliorations sur les autres attractions.
- À l'origine, le parc devait être mis en chantier vers la fin de l'année 1992 pour une ouverture prévue en 1995 sous le nom Disney-MGM Studios Europe. Le projet était très proche de la version américaine tant par son contenu que par son esthétique[42]. À la suite des débuts difficiles du complexe, sa construction a été plusieurs fois reportée et ses plans ont été fortement changés.
- D'après des concepts développés lors de la création de Toon Studio, un rayon doré devait partir du doigt de la statue de Mickey pour atteindre le sommet du chapeau de The Art of Disney Animation mais n'a finalement pas été réalisé ; cependant, des statues ont été ajoutées à la façade.
- L'extension du parc annoncée en 2017 devait initialement comprendre un land Star Wars, qui devait s'inspirer des lands Star Wars: Galaxy's Edge situés à Disneyland en Californie et aux Disney's Hollywood Studios en Floride, dans une version réduite. Le projet a finalement été abandonné pour laisser place au futur land sur le thème du Roi lion.

#### Attractions fermées
- Moteurs… Action! Stunt Show Spectacular a été créé en collaboration avec le cascadeur français Rémy Julienne. Dans un théâtre ouvert de 3 000 places, les visiteurs assistaient à un spectacle de cascades de véhicules motorisés sur le thème des secrets de fabrication des plus grands films d’action. L'attraction avait été clonée en 2005 aux Disney's Hollywood Studios mais n'y existe plus depuis avril 2016.
- Animagique, installé dans le Studio 3 à Toon Studio, était un spectacle de marionnettes géantes avec des personnages Disney (figurants en costume comme ceux que l'on rencontre dans les parcs ou lors des parades), mariant les techniques de manipulation chinoise et le « Théâtre de lumière noire » de Prague.
- The Magic of Disney Animation. L’attraction se composait de trois séquences :
  - L'entrée (dite « pré-show ») invitait les visiteurs à découvrir les étapes de la création de l'animation, des origines à nos jours. La présentation était animée en introduction et conclusion par Roy Edward Disney (neveu de Walt Disney) et par Walt Disney lui-même.
  - La seconde partie emmenait les visiteurs dans deux théâtres consécutifs. Le premier présentait un mélange de toute l'étendue de l'animation Disney, de Blanche-Neige et les Sept Nains aux derniers Pixar. Ensuite, nous étions dirigés dans le second théâtre où un animateur nous accueillait et nous présentait les étapes de création d'un dessin animé, aidé par Mushu, le dragon de Mulan.
  - La troisième et dernière partie offrait la possibilité de créer nous-même l'animation à travers des jeux et des activités. Une académie Art of Disney Academy proposait aux visiteurs d'apprendre à dessiner un personnage Disney.
- CinéMagique, installé dans le Studio 2, invitait à découvrir une sélection des meilleurs moments du cinéma grâce à un spectacle qui entraînait les visiteurs de l'autre côté de l’écran. Cette attraction rendait notamment hommage à des acteurs légendaires. C'était un hommage aux cent ans du cinéma. Elle a fermé en 2017.
- Studio Tram Tour était un parcours que le visiteur effectuait en tram et qui nous emmenait découvrir les coulisses des studios de cinéma. L'attraction se décomposait en plusieurs parties de visite et était célèbre pour ses sections appelées Catastrophe Canyon et Le Règne du feu. Le reste de la visite se composait le long de la route d'éléments propres au cinéma tels que des décors, des objets insolites, des robots ou encore des automobiles ayant réellement servi dans des longs-métrages. Les visiteurs passaient également le long d'un bâtiment où l'on pouvait voir une partie des costumes des parcs en train de se faire recoudre, réparer ou créer. Cette partie a été supprimée plusieurs années avant la fermeture de l'attraction. Cette partie, appelée « costuming » a été déplacée ailleurs en coulisses.
- Walt Disney Television Studios. Elle permettait de montrer le fonctionnement d'une chaîne de télévision et d'assister, six jours par semaine, au tournage d'une émission en direct. Après la visite, un espace interactif permettait aux visiteurs de s'amuser ou se faire peur avec le Cyberspace Mountain. L'attraction avec Stitch a pris place dans un ancien plateau de tournage de l'émission Zapping Zone, arrêtée depuis.
- Le bâtiment, anciennement appelé Disney Channel abritait les locaux de Disney Channel France (relocalisés depuis à Paris) et l'attraction Stitch Live, ouverte en mars 2008.
  - Stitch Live est une attraction où le personnage Stitch interagit avec les spectateurs présents dans la salle. Elle permet de dialoguer en direct avec le personnage animé sur un écran.
  - Le bâtiment accueillait auparavant l'attraction Walt Disney Television Studios. Elle permettait de lever le voile sur le fonctionnement d’une télévision et aux visiteurs d’assister six jours par semaine au tournage d’une émission en direct. Après la visite, un espace interactif permettait aux visiteurs de s'amuser ou se faire peur avec le Cyberspace Mountain. L'attraction avec Stitch prend place dans un ancien plateau de tournage de l'émission "Zapping Zone", arrêté depuis.
  - À partir du 4 avril 2009, un second spectacle, nommé Playhouse Disney Live on Stage! renommé Disney Junior – Live on Stage! en septembre 2013, permettait aux plus jeunes de rencontrer, sous forme de marionnettes grandeur nature, leurs personnages préférés de la chaîne de télé du même nom. L'attraction utilisait le restant de l'ancien "CyberSpace Mountain" et l'espace inutilisé du plateau d'anciennement Zapping Zone. Ce spectacle était présenté en français et anglais. Il fut remplacé le 1er juillet 2021 par La Fabrique des Rêves de Disney Junior.
- Armageddon : Les Effets Spéciaux, présentée dans le Studio 7, a été conçue sur une des scènes du film homonyme. Cette attraction consacrée aux effets spéciaux du film entraîne les visiteurs dans la station spatiale Mir, en proie à une impressionnante pluie de météorites.
- Rock 'n' Roller Coaster avec Aerosmith. Le scénario affiché diffère de celui de son attraction jumelle des Disney's Hollywood Studios. Dans cette dernière, nous suivions le périple du groupe avant un concert. L'histoire était beaucoup plus complexe pour la version française mais le décor extérieur était beaucoup moins élaboré qu'en Floride et consistait en d'imposants Studio 8 et 9 avec une façade décorée par d'immenses panneaux plats, mettant en scène le monde du rock et du mixage de la musique.
- The Art of Disney Animation était une attraction-exposition sur les coulisses de la production des films d'animation Disney.
- Studio 1, séquence d’entrée dans le parc sur le thème des plateaux de tournages et des décors de cinéma. Il était composé d’une boutique (Les Légendes d'Hollywood), d’un restaurant (Restaurant en Coulisse) et d'un snack-bar (Hep Cat Corner).

## Identité visuelle

Logo du parc Walt Disney Studios (2002-2018)
Logo du parc Walt Disney Studios (2018-2026)